# Babilonia (metafora)
Nella mistica di derivazione biblica, Babilonia è una metafora utilizzata per definire una società, uno stato o un'istituzione che assomma in sé ciò che è considerato negativo nella natura umana.

## Significato del termine
Il re di Babilonia Nabucodonosor condusse il suo popolo alla conquista di Gerusalemme, distrusse il Tempio di Salomone e deportò molti ebrei nella sua capitale. 
Per questa ragione la città è spesso menzionata nella Bibbia come simbolo dei nemici di Dio e del suo popolo e rappresenta l'unione del paganesimo e dell'idolatria con la potenza politica. Durante la cattività babilonese, nacque infatti la contrapposizione tra Babilonia, luogo del paganesimo e dei vizi, con la Gerusalemme celeste, regno della pace e delle virtù.
Attorno a questo contrasto si è sviluppato tutto il filone dell'attesa messianica e la metafora è stata ripresa soprattutto dalle chiese millenariste e da altre chiese come i testimoni di Geova, gli Evangelici e i Rasta.

## Cristiani
Nella Bibbia il termine Babilonia è menzionato più specificamente in Apocalisse 17,5 ed indica una misteriosa figura femminile seduta su una bestia scarlatta con sette teste:
"Babilonia la grande, la madre delle prostitute e degli orrori della terra."
La distruzione escatologica di Babilonia è l'argomento del successivo capitolo 18. Dato che "Le sette teste sono i sette monti su cui è seduta la donna." (Ap 17,9; trad. CEI 2008), essa secondo la maggior parte dei biblisti rappresenta la città di Roma, che al tempo della scrittura dell'Apocalisse era la sede del potere imperiale e il centro di imposizione dell'idolatria. La stessa metafora compare nella prima lettera di Pietro (5,13), il che dimostra che la metafora era allora diffusa fra i cristiani.

## Testimoni di Geova
Secondo i testimoni di Geova Babilonia la Grande è oggi «l'impero mondiale della falsa religione», cioè un sistema religioso che ha esteso la sua signoria su molti popoli e nazioni ed esercita una grande azione politica sostenendo l'idolatria, l'immoralità, le guerre e un sistema economico avido e oppressivo.
È considerata uno degli elementi principali dell'anticristo e l'esegesi di alcuni passi dell'Apocalisse porta i Testimoni di Geova a credere che Babilonia la Grande sarà distrutta dalle nazioni mondiali nella battaglia finale.

## Rastafarianesimo
Il rastafarianesimo identifica con il termine Babilonia «il mondo occidentale basato sul denaro».
Il sistema economico, la cultura e il linguaggio imposti da questa società oppressiva vengono messi in contrapposizione con Zion, la terra promessa (identificata con l'Etiopia) che un giorno accoglierà il popolo del dio Jah.